# Mizarian
Mizarian is een fictief ras uit het Star Trek universum.

De Mizarianen zijn een mensachtige levensvorm, afkomstig van de planeet Mizar II. De pacifistische Mizarianen verafschuwen confrontatie en bieden geen tegenstand tegen vijandige rassen. Ze hebben een grijzig, gerimpeld voorkomen een zijn zeer intelligent. Bij een invasie geven ze zich meteen over, waardoor hun planeet in de laatste 300 jaar zes keer veroverd werd.